# Графство Формбах
Графството Формбах (на немски: Grafschaft Formbach, Vornbach) е среновековно графство с главен град Формбах (днес част от Нойхауз ам Ин) при Пасау в Долна Бавария.
Графството съществува от 10 век в ръцете на фамилия, която владее Траунгау. През 1050 г. центърът на графството е преместен на няколко километра на река Ин. Клон от фамилията започва да се нарича Нойбург.
Прародител е Мегинхард I, граф в Траунгау през 930 г. Граф Екберт I фон Формбах († 1109), съпругата му Матилда фон Ламбах-Питен и граф Улрих III фон Рателберг-Виндберг основават през 1094 г. манастир Форнбах (Формбах). Фамилията измира през през 1158 г. с Екберт III фон Нойбург. Земите са наследени от графовете на Андекс и Траунгауерските Отакари.
Графовете на Формбах са роднини и сватосони с Луитполдингите, Бруноните и Ветините.

## Графове на Формбах/Велс-Ламбах/Питен
- Мегинхард I фон Траунгау (* сл. 30 март 930), граф в Траунгау през 930 г.
- Мегинхард II († сл. 963), негов син, граф на Пойген
- Улрих I († сл. 970), негов брат, граф 947 – 970
- Мегинхард III († сл. 991), син на Мегинхард II, граф 947 – 940; 985 – 991
- Тиемо I († 1050)
- Тиемо II († 1040)
- Хайнрих I († 1030), негов брат
- Екберт I фон Формбах († 1109)
- Херман (Мегинхард IV) фон Формбах († 1122)
- Херман I фон Винценбург († 1138), син на Херман, граф на Формбах, Раделберг, Винценбург, Рейнхаузен, ландграф на Тюрингия (1111 – 1130) и маркграф на Майсен (1124 – 1130)
- Херман II фон Винценбург († 1152), негов син, 1125 граф на Винценбург, 1129 маркграф на Майсен, 1130 свален
- Ида от Австрия († сл. 1101), дъщеря на Тиемо II († 1040), съпруга на херцог Леополд II от Австрия
- Тута фон Формбах, дъщеря на Хайнрих I, съпруга на унгарския крал Бела I († 1063)
- Хедвиг фон Формбах, дъщеря на Фридрих; майка на император Лотар III
- Матилда († 1155), дъщеря на Херман I фон Винценбург, съпруга на граф Удо V фон Щаде, маркграф на Северната марка († 1130) (Удони)
- София фон Винценбург († 1160), дъщеря на Херман I фон Винценбург, ∞ Албрехт I Мечката († 1170), маркграф на Бранденбург (Аскани)